# Salvo Pogliese
Salvo Pogliese (n. 3 martie 1972, Catania, Italia) este un politician italian.